# كتيبة (تصنيف)

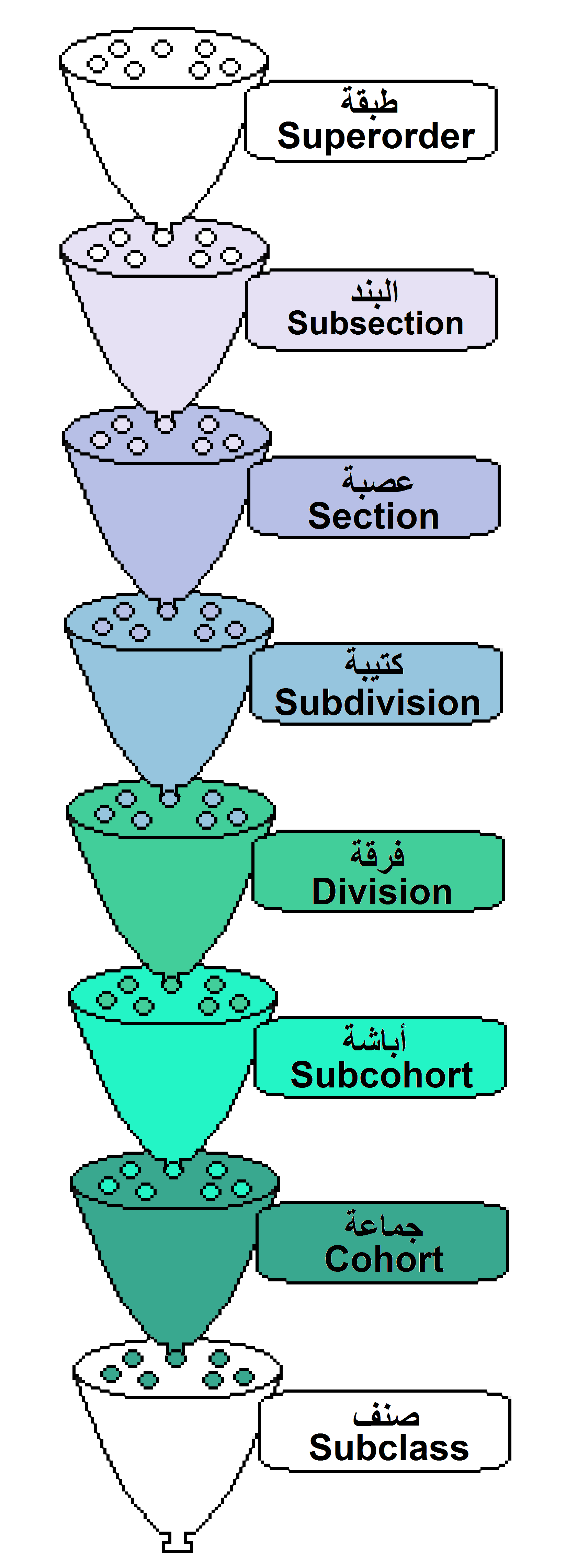
مثال على ترتيب التصنيفات من جماعة إلى بند الأكثر تداولا ضمن علم الحيوان

الكتيبة (بالإنجليزية: Subdivision)‏ هي تصنيف فرعي من ضمن تصنيفات الجماعة وتأتي مباشرة بعد تصنيف الفرقة وتعلو تصنيف العصبة. وهي ليس من التصنيفات الأساسية. في التصنيف الحيواني تأتي هذه التصنيفات بين تصنيفي الصنف والطبقة. وفي التصنيف النباتي تأتي أحيانا بين تصنيفي الشعبة والطائفة.